# Edward Goodrich Acheson

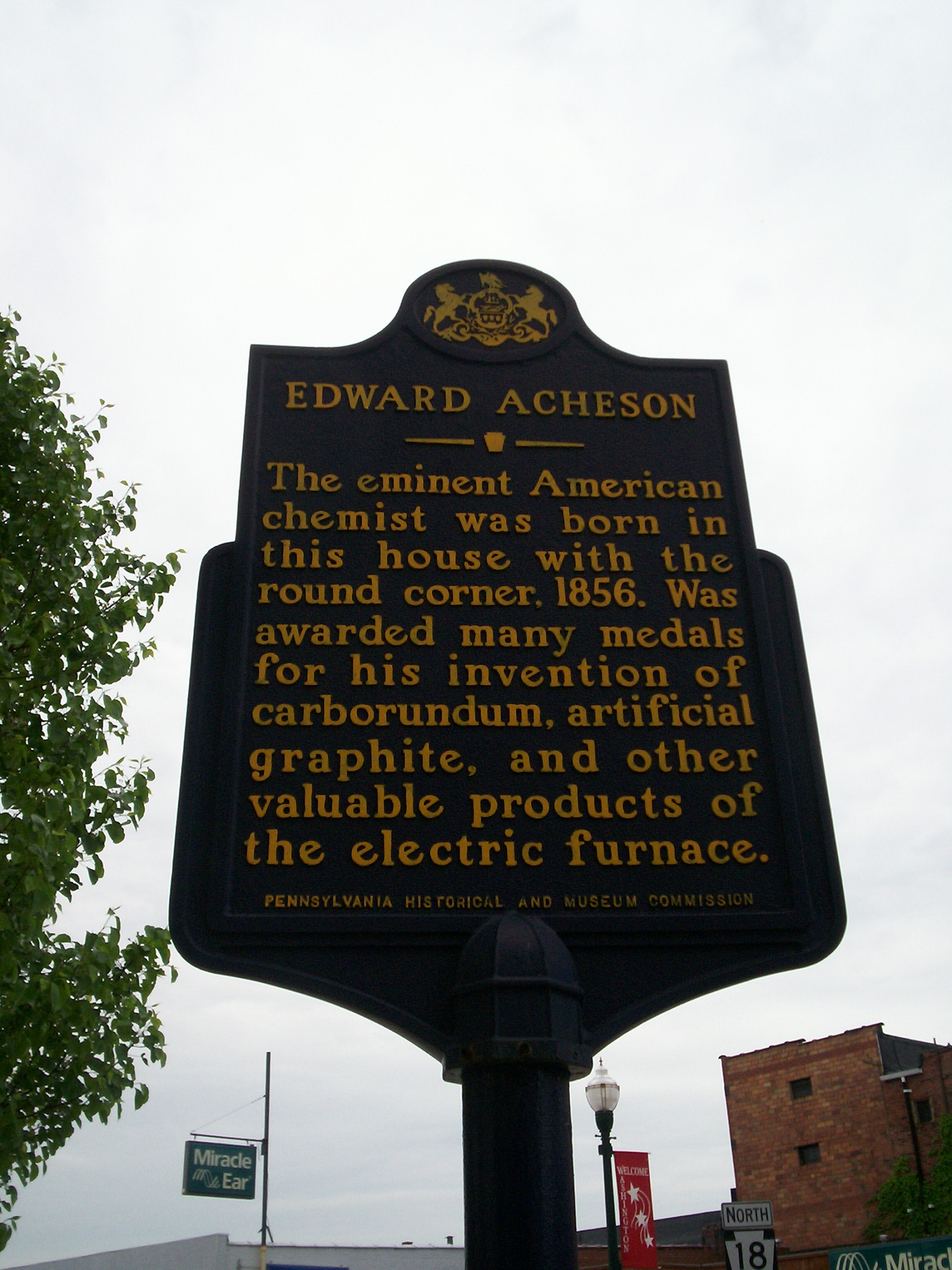
Cartell que marca el lloc de naixement d'Edward Goodrich Acheson.

Edward Goodrich Acheson (Washington, Pennsilvània, 9 de març de 1856 - Nova York, Nova York, 6 de juliol de 1931) va ser un químic i inventor nord-americà. Va ajudar a desenvolupar el llum incandescent i el 1881, va instal·lar les primeres fonts de llum elèctrica per a Thomas Alva Edison a Itàlia, Bèlgica i França. Intentà produir diamants artificials sense aconseguir-ho, però en canvi va crear l'abrasiu carbur de silici. Després va descobrir que el silici es vaporitza a partir del carbur de silici a 4.150 °C, deixant residus de carboni grafític i va patentar el seu procés el 1896.